# ヒト免疫不全ウイルス
ヒト免疫不全ウイルス（ヒトめんえきふぜんウイルス、英語: human immunodeficiency virus, HIV）は、ヒトの免疫細胞に感染してこれを破壊し、最終的に後天性免疫不全症候群 (AIDS)を発症させるウイルス。1983年に分離された。日本では1985年に感染者が認知された。
本項では主にHIVに関して解説する。HIVが引き起こす感染症に関しては上記「AIDS」の項を参照。

## 歴史
1983年に、パスツール研究所のリュック・モンタニエとフランソワーズ・バレシヌシらによってエイズ患者から発見され「LAV」と命名された。1984年に、アメリカ国立衛生研究所（NIH）のロバート・ギャロらも分離に成功しており、「HTLV-III」と命名した。続いて、カリフォルニア大学サンフランシスコ校のレヴィらも分離に成功し、「ARV」と命名した。LAV、HTLV-IIIおよびARVは、のちにいずれも同じウイルスであることが明らかとなりHIV-1と改称され、1985年には、モンタニエらが、エイズ患者から新たな原因ウイルスを分離し、「LAV-2」と命名し、LAV-2はその後HIV-2と改称された。
最初の発見者をめぐって、モンタニエとギャロの仏米の研究チームが長年にわたって対立し、1994年に両者がともに最初であるとして決着したが、長期の対立はエイズ治療薬の特許が絡むもので、治療薬の発売を遅らせないための政治的決着であった。2008年10月6日、フランスのモンタニエとバレシヌシの2人がウイルスの発見者として、2008年のノーベル生理学・医学賞を授与された。
カリフォルニア大学バークレー校教授のピーター・デュースバーグなどのようにAIDSの原因がHIVであると認めないエイズ否認主義者もいるが、この考え方は科学界で否定されている。

## 起源

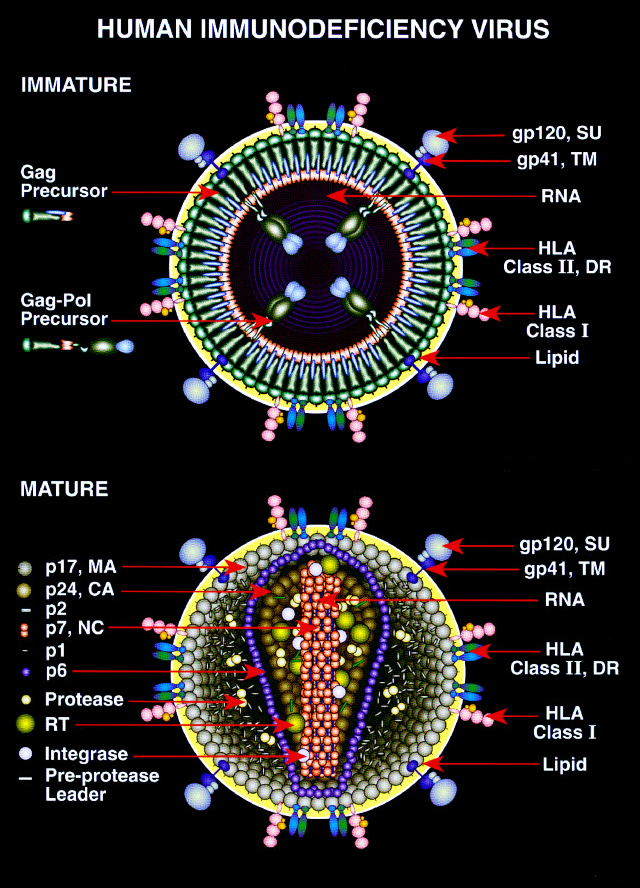
ヒト免疫不全ウイルス（模式図）上段：細胞から出芽直後の未成熟 (immature) なウイルス粒子。
下段：出芽後に成熟 (mature) したウイルス粒子。

ウイルスの分類上は、エンベロープを持つプラス鎖の一本鎖RNAウイルスであるレトロウイルス科レンチウイルス属に属する。以下の2つが存在する。
- HIV-1[注釈 5]
- HIV-2[注釈 6]

霊長類を自然宿主とするサル免疫不全ウイルス（SIV）が、突然変異によってヒトへの感染性を獲得したと考えられている。ウイルスの塩基配列を比較すると、「HIV-1」はチンパンジーから分離されたSIVcpzに近く、「HIV-2」はマカクやマンガベーなどのサルから分離されたウイルスSIVmacやSIVsmmに近い。以上から、SIVに感染したサルからヒトへと感染し、HIVに進化したと考えられている。「HIV-1」と「HIV-2」の基本的な遺伝子の構造はほぼ同じであるが、塩基配列の類似性は低く60%ほどであり、もっとも大きな遺伝子の相違として、「HIV-1」には vpu が、「HIV-2」には vpx がそれぞれに存在し、この相違はSIVcpzとSIVsmmの間にもみられることから、「HIV-1」と「HIV-2」はそれぞれ独立した祖先から、人間に感染する能力を持ったウイルスに進化したものと考えられている。

## 種類

### HIV-1
HIV-1は、塩基配列により以下の4つのグループに分類される。
Group M (Major)
世界的に分布しているウイルスの多くがグループMに属し、A、B、C、D、E（のちに組換え体であるCRF01_AEであることが判明。純粋なEは未発見）、F、G、H、J、Kの10のサブタイプ (CRF: circulating recombinant form) が存在し、15種類が確認されている。日本での感染者の主なサブタイプは、サブタイプBとCRF01_AEであり、サブタイプBがおよそ75%、CRF01_AEが20%、残りがその他のサブタイプとなっている。
Group O (Outlier)
西アフリカや中央アフリカで主に認められる。
Group N (non-M/non-O)
1998年にカメルーンでの感染者に発見された。
Group P (pending)
2009年、フランス在住のカメルーン人女性に、ゴリラ由来のHIV-1とみられる新種が発見された。

### HIV-2
HIV-2感染は地域性があり、西アフリカ地域に集中的に認められ、ほかの地域での感染は低く、日本でも報告されている感染者はまだ数名である。A - Gの7のサブタイプに分類される。また構造的にNNRTIに耐性である。

## 構造

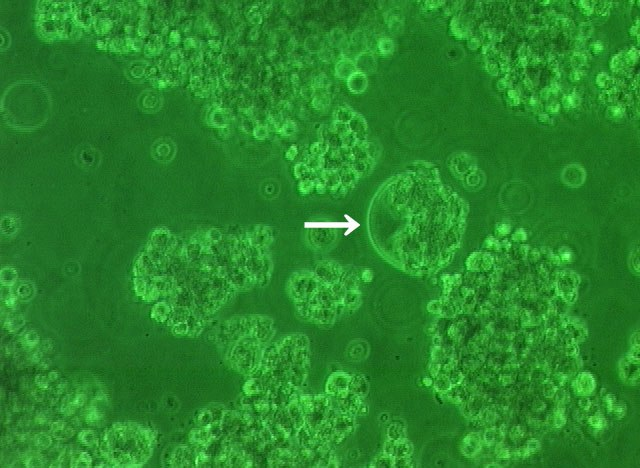
HIV-1に感染し細胞変性効果 (cytopathic effect; CPE) によって多核巨細胞化したT細胞（矢印）

成熟したウイルスの形状は球状の粒子であり、直径は約100 nmである。球形の膜に囲まれた中心に、ウイルス遺伝子RNAとGagタンパク質からなる核様体がある。核様体はGagタンパク質のマトリックス（MA）、カプシド（CA）、ヌクレオカプシド（NC）、2本のRNA、プロテアーゼ（PR）、逆転写酵素（RT）、RNaseH（p15）、インテグラーゼ（IN）などのウイルス酵素群からなる、正二十面体の結晶構造をしている。ウイルスの表面はエンベロープタンパク質（Ev）であるgp120およびgp41と、宿主細胞膜由来の膜タンパク質が主成分である。
非常に変異しやすいウイルスであり、ウイルスの表面抗原がそれぞれ違うといえるほど多種多様な型がある。そのため、ワクチンを作成することは困難である。特定の抗原に対して抗体を作ることができるワクチンを作成することに成功したとしても、すぐに変異ウイルスが出現してしまい、臨床で実用することができない。

## 遺伝子

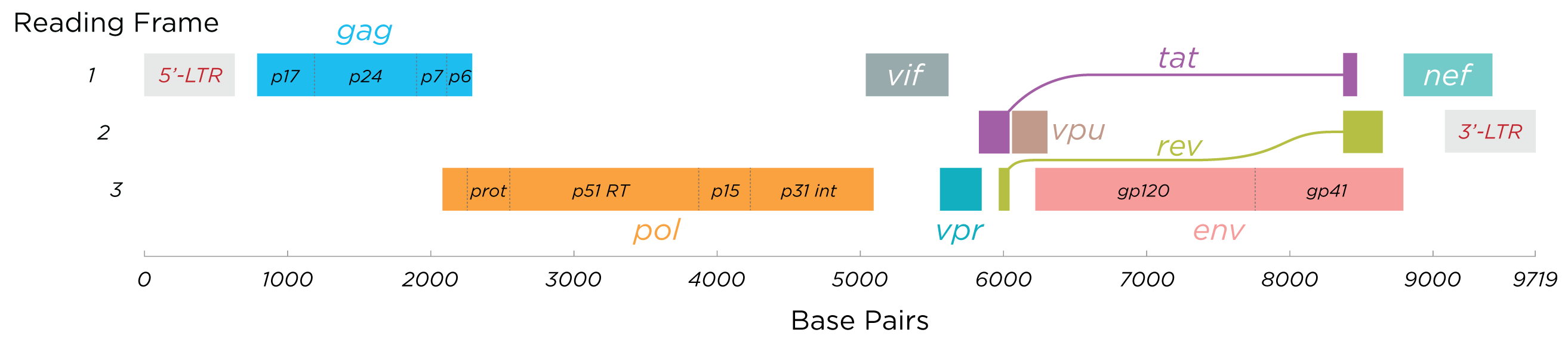
HIV-1のRNAゲノム構造

ウイルス粒子中のRNAはプラス一本鎖のRNAであるため、宿主内ではmRNAの構造となる。RNAは5'末端にキャップ構造を持ち、3'末端にポリAを持つ。RNA全長はおよそ9000塩基対であり、9個の遺伝子と、両端にウイルスの転写およびその制御を行う配列を持つ。ウイルスRNAは逆転写酵素（RT）によって二本鎖DNAに変換され、インテグラーゼによって宿主DNAに組み込みプロウイルスを形成する。
LTR
LTRはウイルスゲノム両端にある、ほぼ同じ塩基配列が繰り返されている領域である。転写制御を行うプロモーター、エンハンサー、NREを有している。また、ウイルスゲノムを宿主ゲノムに挿入するインテグラーゼの認識配列がある。このように、LTRは核酸の制御を行う配列がまとまっている領域である。

gag
gagは、ウイルスの構造タンパク質をコードしている。翻訳されたタンパク質は、ウイルスのプロテアーゼによって6つのタンパク質とペプチドに切断される。
- MA - マトリックスの略である。MAは中心部の核様体と外套部（エンベロープ）をつなげる役割を持つ。タンパク質の質量からHIV-1ではp17、HIV-2ではp16ともいわれる。
- CA - カプシド (capsid) の略である。CAは核様体の基本骨格であり、正十二面体の構造を形成する。タンパク質の質量からHIV-1ではp24、HIV-2ではp26ともいわれる。
- p2 - CAとNCの間にある、スペーサーペプチドである。
- NC - ヌクレオカプシドの略である。ウイルスのゲノムRNAに直接結合し、RNAの凝集および保護を行っている。外側をCAに覆われて核様体を形成する。タンパク質の質量からHIV-1ではp7、HIV-2ではp6ともいわれる。
- p1 - NCとp6の間にある、スペーサーペプチドである。
- p6 - 細胞内でGagタンパク質やVprを細胞膜に集め局在させるモチーフがある。このモチーフを破壊するとウイルスは出芽できなくなり、増殖することができない。

pol
polはgagの下流にある、ウイルス酵素群をコードしている遺伝子が結合した領域である。polは開始コドンを持っておらず、リボソームがgagのmRNAを-1フレームシフトすることによって翻訳される。したがって、翻訳産物はGag-Polの融合タンパク質となる。そしてフレームシフトの結果、プロテアーゼが翻訳されて自己切断を行い、プロテアーゼは融合タンパク質から切り出される。そしてプロテアーゼは残りのPolタンパク質を切断して、各ウイルス酵素を切り出す。
- pro - プロテアーゼの略である。翻訳産物は二量体を形成するアスパラギン酸プロテアーゼであり、活性中心にはアスパラギン酸、スレオニン、グリシンからなるアスパラギン酸プロテアーゼ特有のモチーフを持つ。プロテアーゼは翻訳後、自己切断によって切り出されたあと、ウイルスのタンパク質を切断する。細胞質中での活性は低いが、ウイルスの発芽後にウイルス粒子内のpHが変わり最適な状態になると、Gag、Gag-Polを切断し、成熟したウイルス粒子を完成させる。ウイルスの成熟、各種ウイルス酵素の活性化に重要な役割を果たしているため、プロテアーゼ阻害剤による化学療法のターゲットとなった。
- RT - 逆転写酵素をコードしており、プロテアーゼによって切り出されたあと、完全長のp66と一部プロセスされたp51とが二量体を形成する。レトロウイルス特有の逆転写を行う酵素であるため、逆転写酵素阻害剤による化学療法のターゲットとなった。RTによる逆転写はフィデリティ（正確性）が低いため、しばしば突然変異を引き起こす。このRTの不正確さがウイルスの変異を早める結果となり、ワクチンの作成を困難にし、更に薬剤耐性ウイルスの出現の要因となっている。
- RNaseH - 一部プロセスされたRTの残りの部分p15には、RNaseHとしての機能領域がある。RNaseHは、DNAとRNAのハイブリッドからRNAだけを特異的に分解する酵素である。逆転写酵素がRNAを鋳型にDNAを合成したあと、鋳型であるRNAを分解することに作用している。
- IN - インテグラーゼの略である。インテグラーゼは翻訳後に多量体を形成し、逆転写されて二本鎖DNAになったウイルスゲノムを、宿主ゲノムに組み入れる働きを持つ酵素である。ウイルス特有の酵素であるため、その阻害剤 (ラルテグラビル) が開発され、米国で認可された。

vif
Vifは細胞質に存在し、ウイルス粒子が感染性を持つようになる因子であると考えられていた。しかしvif変異体の研究では、宿主細胞によって機能がまちまちであり、機能がはっきりしていなかった。近年の研究により、ウイルスRNAから複製されたDNAのマイナス鎖中で、シチジン残基をウラシルに変換し、レトロウイルスゲノムを破壊する細胞内因子APOBEC3Gの抑制に関与することが判明した。詳細な機構は完全に解明されていないが、Vifが細胞自身のユビキチン-タンパク質リガーゼのいくつかと複合体を形成し、それによってAPOBEC3Gをタンパク質分解酵素の標的にして破壊することで、HIV-1ゲノムへの損傷を回避していると考えられている。

vpr
vprにコードされているタンパク質は感染初期に必要であり、ウイルス粒子内に取り込まれる唯一のアクセサリータンパク質である。Vprの機能は多岐にわたり、代表的な機能としてサイトカインの合成阻害、アポトーシスの抑制、細胞分裂をG2/M期で阻止することが挙げられる。そのため、HIV-1の毒性を高める大きな要因となっている遺伝子である。発現はRevに依存して行われる。

vpu
vpuはHIV-1だけにみられる遺伝子であり、この遺伝子にコードされるタンパク質はEnvタンパク質を細胞膜に集める役割がある。細胞膜に局在するが、ウイルス粒子内には取り込まれない。

tat
tatは転写活性因子をコードする遺伝子である。5'末端のLTR内にあるTAR (Trans Activation Responsive region) に結合し、ウイルス遺伝子の転写を促進させる。遺伝子はイントロンを持ち、転写後スプライシングされ翻訳される。

rev
revにコードされている蛋白質はRNAの輸送と分配に作用する。遺伝子はイントロンを持ち、転写後スプライシングされ翻訳される。Revの活性領域に宿主由来の核タンパク質が結合して、RNAを核から細胞質へと輸送する。

env
envはウイルスを覆う殻となるタンパク質をコードしている。エンベロープはまずgp160として翻訳され、宿主細胞由来のプロテアーゼによって切断され、gp120とgp41になる。宿主細胞表面のレセプターに結合し、宿主細胞へウイルスを侵入させる役割を持つ。
- gp120
- gp41

nef
nefにコードされているタンパク質は、宿主の細胞膜に局在し、宿主の細胞表面でCD4抗原の発現を抑える働きがある。またNefはMHC-1を抑制することから、ウイルスのエピトープが細胞表面に提示されず、感染細胞がキラーT細胞（CTL）によって傷害されなくなる。このことから、AIDS発症に重要な役割をしていると考えられている。実際にnefを欠損したHIV-1感染者では、病態の進行が遅く、長期にわたってAIDSを発症しないことが確認されている。

## 増殖
HIVは、まずヘルパーT細胞に侵入し、逆転写酵素を使ってRNAからHIVのDNAを合成してT細胞のDNAに組み込み、潜伏する。しばらくしてヘルパーT細胞が活性化すると、HIVのDNAが発現し新たなHIVが作られる。その際、ヘルパーT細胞の膜がそのまま新たなHIVの膜に使われるため、ヘルパーT細胞は細胞膜が破壊されて死ぬ。

## 臨床像
HIVは免疫機能の発動に必要なCD4+T細胞というリンパ球などに感染し、比較的長い潜伏期のあとに活性化してCD4+T細胞を破壊してしまう。HIV感染症は大きく分けて、急性感染期、無症候期、AIDS期の3段階に分かれ、無症候期が10年程度続くが、その間にCD4陽性T細胞数は徐々に減少していき、200/μL 以下になると日和見感染症、日和見腫瘍が発生しAIDSとなる。

### HIV感染症における神経障害
HIV感染症では様々な神経症状が報告されている。脳炎、脊髄炎、髄膜炎、脳神経麻痺、神経炎などが知られている。稀であるが小脳性運動失調症も報告されている。
顔面神経麻痺
HIV感染症関連の顔面神経麻痺はベル麻痺に似ているという研究がある。
小脳性運動失調症
HIV感染者のおける小脳性運動失調症は稀であるが報告されている。原因としてはHIV脳症やHIV感染症に伴う二次性脳症が考えられる。HIV脳症はHIV感染による直接的な脳障害とHIV感染細胞が産出するサイトカインなどによる間接的な障害が関与している。HIV脳症にはHAART療法前に発症するものとHAART療法後に発生するものがある。HAART療法後のHIV脳症で小脳の萎縮や小脳と脳幹の萎縮を示した報告がある。
小脳病変を起こす二次性脳症には進行性多巣性白質脳症（PML）、HSV脳炎、EBV脳炎、CMV脳炎、トキソプラズマ症、クリプトコッカス症、結核症、非定型抗酸菌症、悪性リンパ腫などがあげられる。JCV関連疾患としてはPML以外にJCV顆粒細胞神経障害（JC virus granule cell neuronopathy、GCN）というものがありJCVが小脳顆粒細胞に限局して感染し小脳性運動失調症を示す。

## 感染経路
エイズの主要感染経路は、「性行為による感染」「（肛門性交による裂傷原因を含む）血液を介しての感染」「母親から乳児への母子感染」の3つである。血液を介しての感染はかつては血液製剤によるものがあったが、麻薬常習者などでの注射針の打ちまわしによるものが確認されている。件数自体は男女の性交渉での感染割合が多いが、異性愛者の人数が圧倒的に同性愛者・両性愛者数よりも多いからである。男性同性愛者の間だけで感染が止まらない背景には、両性愛者の男性が女性との性行為で移すことが異性愛者の男性に移す通り道になっている。厚生労働省の調査では、男性の場合、男性との性的経験を持たない男性と比較すると、同性愛者や両性愛者で感染している人の割合が高く、HIVで約140倍、エイズで約50倍である。実際にアフリカ全体の調査でも、国ごとの感染率はさまざまだったが、研究されていた国々の大半で、異性愛者よりも同性愛者の男性の感染率が著しく高く、西アフリカの一部の地域では、男性同性愛者の感染率が10倍高かった。両者とも関係を持ったすべての異性が、異性間性交しかしていない場合、エイズ感染の可能性は生まれた際の「母親から乳児への母子感染」によるものであることが多い。ただしすべての性行為相手の全員が、アナルセックスなど出血を伴いやすい性行為をしていないかを確認することは不可能であり、異性間しか性行為しない男性/女性であっても、感染の注意が必要ではある。
日本
1970年代の後半から1980年代の半ばごろまでは、汚染された非加熱輸入血液製剤による血友病患者の感染が多かった。1980年半ば以降は非加熱輸入血液製剤の危険性が認知されていき、血液製剤による新たな感染は防がれるようになっていった（詳しくは薬害エイズ事件を参照）。2017年の第31回日本エイズ学会学術集会・総会会長を務めた生島嗣は、現在では日本国内では感染経路の約8割が男性同士での性交だと説明している。女性へ感染した原因は感染した男性と性接触による感染と述べている。「日本国内のHIV感染者及びエイズ患者の国籍別、性別、感染経路別報告」によると、2017年12月時点で日本国内に日本国籍・外国籍で合計約2万9,000人がHIV感染者およびエイズ患者である。その内訳は男性が約2万6,000人であり、その約1万5,500人の感染経路は男性同士間の性的接触である。男性間の性的接触が感染原因の大半であり、男性間の性的接触にはコンドーム必須との周知など予防策が求められている。
韓国
韓国では2006年12月から2018年1月までの10代の感染者に限れば、93%が同性愛・両性愛での性的接触行為をした者だった。
アメリカ合衆国
1981年に米国で初のエイズ患者が確認された。以降からエイズ危機は20年にわたって、米国で猛威を振るい、2022年時点も死者が出ている。多かった感染者は、同性愛者の男性やバイセクシャルの男性、アフリカ系男性やヒスパニック系男性、そしてトランスジェンダー女性（性同一性が女性の人）だった。エイズ（AIDS、後天性免疫不全症候群）が広がり始めた時のLGBTコミュニティの反応について、「誰も真剣に受け止めていませんでした」と語っている。1985年に当時のロナルド・レーガン大統領がエイズ研究を政府の優先事項に掲げたのち、1987年にHIV感染はしてもAIDS発症は服薬で抑えられる方法が初開発された。アメリカ政府の統計によると、エイズによる米国の死者は2000年末までに最低でも45万人に上る。アメリカ疾病予防管理センターの2014年の統計によると、ゲイとバイセクシャル、男性と性的関係を持ったことのある男性は全人口の2%に過ぎないが、13歳以上の男性でHIV感染し者の83%が同性愛者や両性愛者であった。13歳から24歳の間でHIVだった人の92%が同性愛者や両性愛者だった。

## 治療と感染対策
同ウイルスの研究や治療、その感染の対策は現在も続けられている。
2019年5月3日、同ウイルスを抑制する抗レトロウイルス療法（ART）により、コンドームを使用しない性交渉でもウイルスが「感染不可能」になることを示した研究結果が英医学誌のランセットに発表されている。研究論文の共同執筆者であるユニヴァーシティ・カレッジ・ロンドンのアリソン・ロジャーは「われわれの研究結果は、抑制的ARTにより男性同性愛者のHIV感染の危険がゼロになるとの決定的証拠だ」と指摘している。
一方で同大学の研究チームはこれにおいていくつかの制約についても指摘しており、その一つとして研究の対象となったHIV陰性の男性の平均年齢が38歳であることを挙げている。また、ARTを受けている人は生涯にわたりほぼ毎日の投薬が必要で、さまざまな理由で治療が中断されがちであるとの問題点も出ている。

### 医療関係内定者のHIV不告知の是非
2017年12月末、病院の採用面接で人事側にHIVに感染している事実を告げずにソーシャルワーカーの内定を得た社会福祉士の男性が、過去に同病院で受診した診療録にHIV感染の記録があったことから、病院は内定を取り消した。感染の有無を面接で告げる必要がないのに、不法に就職内定を取り消されたとし、また、本来の目的を超えてカルテが使われプライバシーが侵害されたとして、男性は病院を運営する社会福祉法人に対し、慰謝料の支払いを求めた損害賠償請求訴訟を起こした。
2019年9月17日に札幌地方裁判所で判決があり、男性側の主張を全面的に認め「HIVが日常生活によって感染するのは、きわめて例外的だ」と指摘、社会福祉法人に165万円の賠償を命じた。裁判長は、採用の際応募者にHIV感染を確認することは「特段の事情がない限り許されない」とも述べた。